# Salvador Alarma

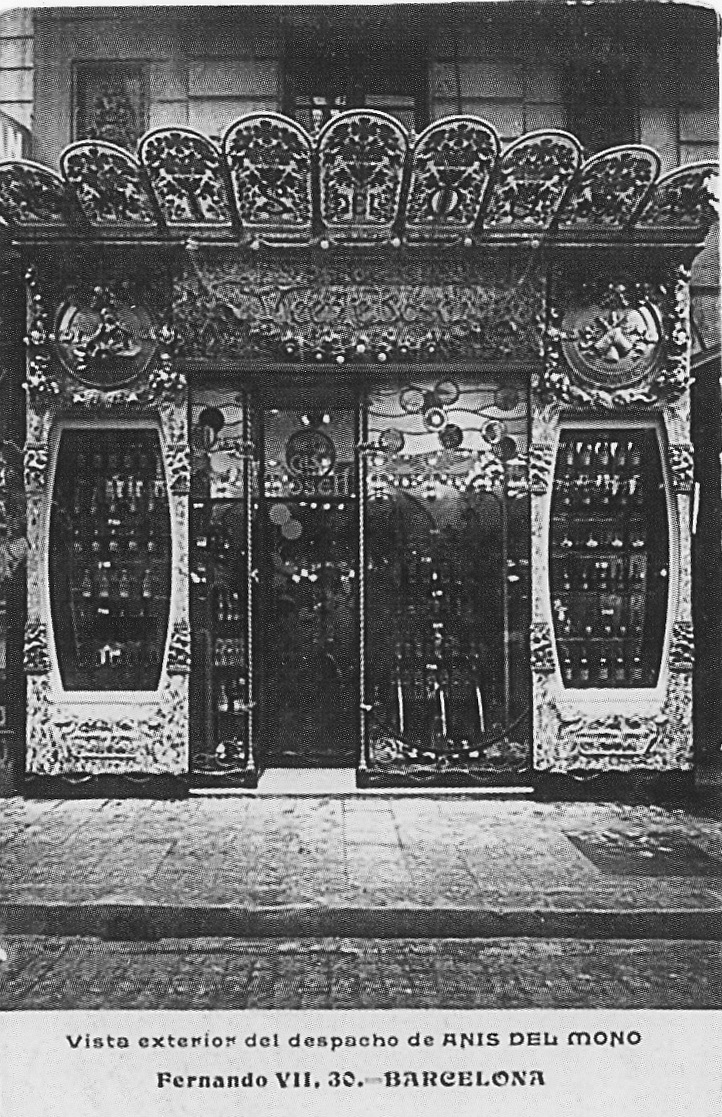
Como decorador trabajó en diversos establecimiento de aire modernista, como el de Anís del Mono, en 1905.

Salvador Alarma i Tastàs (Barcelona, 18 de noviembre de 1870-Barcelona, 26 de marzo de 1941) fue un decorador y escenógrafo modernista de Cataluña, España.

## Biografía
Nació en el seno de una familia en la que la pintura decorativa venía de generaciones. Su bisabuelo Joan Alarma y el hermano de éste, Gabriel, fueron pintores, autores de obras murales y de miniaturas, respectivamente. Los frescos de la catedral de Tarragona (capilla del Sacramento) concebidos en el siglo XVI por el alemán Isaac Hermes fueron restaurados por Gabriel Alarma.
El primer escenógrafo fue el abuelo de Salvador, el mencionado Joan, que trabajó en el taller de Josep Planella. El padre de Salvador, Teodoro Alarma, trabajó con Francesc Soler i Rovirosa en concepto de encargado de la pintura decorativa.
Salvador Alarma estudió en la Escuela de la Lonja, donde fue discípulo de los pintores Josep Planella y Coromina y Ramon Amado. Aprendió las técnicas de la escenografía de Francesc Soler i Rovirosa, y en 1888 pasó a trabajar en los talleres de su tío Miquel Moragas, de los cuales llegaría a ser propietario.
Salvador Alarma tuvo su taller del escenógrafo en el Teatro Circo Barcelonés por donde pasaron sus discípulos entre 1870 y 1930. Figuran muchos nombres como Andreu Vallvé i Ventosa. Pero el más destacado fue Josep Mestres i Cabanes quien después de muchos años de aprender el oficio en su propio taller, fue socio de Alarma. Su primera obra fue la representación al aire libre de Flores del Risco , de Ignasi Iglésias i Pujadas.
Creaba suntuosos escenarios con unos efectos lumínicos y ambientales propios de un cuadro, convirtiéndose en el decorador idóneo para los autores de su tiempo: Àngel Guimerà, Adrià Gual, Apel·les Mestres, etc. Fue contemporáneo y gran amigo de los también escenógrafos y decoradores Oleguer Junyent y Mauricio Vilumara. Como decorador aplicó un modernismo exuberante y suntuoso en los establecimiento comerciales, teatros y salas donde trabajó.
Trabajó de forma habitual para el Gran Teatro del Liceo en Barcelona y para algunos teatros de Madrid, como el Teatro Martín para el que diseñó un telón en octubre de 1931, o para el Teatro Cervantes de Buenos Aires, para el que pintó el techo en 1921. Fue el autor de la decoración original del teatro Metropol de Tarragona, obra de Josep Maria Jujol. También hizo varios decorados para obras representadas en el mismo teatro en 1910 y fue autor de elementos decorativos del Casino Fomento de Igualada.
Salvador Alarma y Tastàs falleció el 26 de marzo de 1941 en Barcelona.

## Obras destacadas
Entre sus obras más destacadas se encuentran:
- 1902: Cinematógrafo Diorama[7]
- 1903: Sala de baile La Paloma[8]
- 1905: Almacén y oficina de Anís del Mono de Vicente Bosch, en la calle de Fernando 30 de Badalona. Con ella obtuvo una mención honorífica Concurso anual de edificios artísticos del Ayuntamiento de Barcelona.[9]
- 1909: Bar La Luna en la plaza de Cataluña, 9. Con él ganó el primer premio en el Concurso anual de edificios artísticos del Ayuntamiento de Barcelona.[10]
- 1910: Establecimiento “objetos sanitarios modernos” Francisco Sangrá en la Rambla, 10. Con él ganó el primer premio en la categoría de establecimientos del Concurso anual de edificios artísticos del Ayuntamiento de Barcelona.[11]
- 1927 Palacio de Pedralbes. El taller de Salvador Alarma se encargó de pintar la entrada principal, la escalera de honor y los pasadizos de la residencia en estilo isabelino. También diseñó la iluminación de encima la escalera y las barandillas de mármol. El encargado del taller en aquella obra fue Josep Mestres i Cabanes que en aquella época trabajaba con Alarma.[3]